# Filippo III di Hanau-Lichtenberg
Filippo III di Hanau-Lichtenberg (Babenhausen, 18 ottobre 1482 – Buchsweiler, 15 maggio 1538) fu conte di Hanau-Lichtenberg.

## Biografia

### I primi anni
Filippo III era il figlio secondogenito del conte Filippo II di Hanau-Lichtenberg e di sua moglie, Anna di Isenburg.
Quasi nulla si sa della giovinezza di Filippo III ad eccezione del fatto che durante la guerra del Lanshut del 1503-1505 tra il Palatinato e la Baviera, mentre suo padre era rimasto neutrale, egli aveva preferito schierarsi a favore del Palatinato, attirandosi nel contempo le ire del langravio Guglielmo II d'Assia e di Massimiliano I (all'epoca re dei Romani e più tardi imperatore del Sacro Romano Impero).

### Il governo
A causa della sua condotta nella guerra di successione del Landshut, Filippo che nel frattempo era succeduto al padre morto nel 1504, condusse il proprio governo da fuorilegge. Dopo le trattative di pace del 1505, la sua posizione divenne meno dura e nel 1506 egli recuperò quasi completamente i rapporti con la corte imperiale. Nel complesso dello scontro, ad ogni modo, Filippo III aveva ottenuto solo alcuni piccoli feudi minori che non erano valsi allo sforzo che egli aveva tributato allo scontro.
Il rapporto coi sue due fratelli minori, Luigi e Reinhard, portò a divisioni interne. Luigi nel 1513 ottenne il feudo di Buchsweiler ma per far fede all'indivisibilità del territorio voluta da suo padre e sottoscritta poi da tutti i suoi figli, Filippo III gli accordò una pensione annua di 500 fiorini e il diritto di giudicato su quelle terre. Anche a Reinhard fu riservato il medesimo trattamento purché si astenesse dall'occuparsi di politica durante il regno del fratello.
Durante il suo governo ebbe luogo la guerra dei contadini, i quali compirono razzie presso l'abbazia di Neuweiler. In un primo momento Filippo III sembrò disinteressarsi a questa questione sebbene dovette affrontare in prima persona i saccheggi compiuti dalla popolazione il 6 maggio 1525 al castello di Buchsweiler. Successivamente prestò aiuto al duca Antonio II di Lorena. Dopo la vittoria sui contadini che egli condusse in ben 18 città, Filippo III si fece giurare fedeltà da parte di tutti i suoi cittadini e, per prevenire danni futuri, vietò il diritto di assemblea pubblica.
Dispute accanite, Filippo III le ebbe anche con la città di Strasburgo per questioni di interesse in materia di economia, religione e politica.
Egli prese parte alla dieta di Worms del 1521, alla dieta di Spira del 1526 ed alla dieta di Ratisbona del 1532. Successivamente l'Imperatore Carlo V d'Asburgo lo incluse nel proprio consiglio imperiale.
Nel 1528 fondò un ospedale a Buchsweiler donando una cifra consistente del proprio patrimonio per sostenere questa opera.
Durante il regno di Filippo III nella contea di Hanau-Lichtenberg si diffuse lentamente ma progressivamente dal 1525 la riforma protestante.

### La morte
Pochi anni prima della sua morte, Filippo III si ammalò e consegnò le redini del governo al suo successore, Filippo IV.
Filippo III morì il 15 maggio 1538 a Buchsweiler e venne sepolto nella chiesa di San Nicola di Babenhausen.

## Matrimonio e figli
Filippo III sposò il 24 gennaio 1504 a Baden la margravia Sibilla di Baden-Sponheim (26 aprile 1485 - 10 luglio 1518), figlia del margravio Cristoforo I di Baden-Sponheim. La sposa portò una dote di 5000 fiorini e dal matrimonio nacquero i seguenti eredi:
- Giovanna (1507 - 27 gennaio 1572, castello di Eberstein, Gernsbach), sposò il 6 novembre 1522 il conte Guglielmo IV di Eberstein (3 maggio 1497 - 1º luglio 1562).
- Cristofora (1509 - 7 marzo 1582), dal novembre del 1526 divenne badessa del convento di Marienborn, sciolto poi nel 1559. Dopo questa data tornò alla vita laica ma morì nubile.
- Amalia (1512 - 5 febbraio 1578), dal novembre del 1526 divenne monaca del convento di Marienborn, alla sua morte venne sepolta nella chiesa di San Nicola di Babenhausen.
- Felicita (5 marzo - novembre 1513)
- Filippo IV (20 ottobre 1514 - 19 febbraio 1590)
- Felicita (1516 - 27 agosto 1551), dal novembre del 1526 divenne monaca del convento di Marienborn